# Klub Mini Vega
Klub Mini Vega blev i startet op i marts 2005, og er Vegas bud på et akustisk arrangement.
Arrangementet finder sted i Vegas gadebar Ideal Bar den første onsdag i hver måned (januar og juli undtaget) og er gangske velbesøgt, med et publikumsbesøg på 150-200 mennesker pr. aften. Klub Mini Vega blev i 2007 nomineret som Årets Bedste Gratisoplevelse af AOK's brugere.
I Klub Mini Vega får kendte og mindre kendte artister mulighed for at afprøve nyt materiale, støve en gammel sang af, eller bare gi' et par numre, skrællet helt ned til det, som aftenen handler om, nemlig sang og sangskrivning, eller som det normalt betegnes singer/songwriting.
Til hver aften præsenterer musikstedet et større navn sammen med et par mindre kendte navne. Hele programmet bindes sammen af Klub Mini Vegas vært, Dennis Mejdal, der selv betræder den akustiske scene.
Prominente navne som Thomas Dybdahl, Kasper Eistrup, Randi Laubek, Dicte, Claus Hempler, Tina Dickow, Mikael Simpson, Mattias Edlund (ex-The Motorhomes), Pétur Ben, Grand Avenue, Søren Huus (Saybia), Thomas Buttenschøn, Kira Skov, Niels Skousen, Ida Corr, Kitty Wu, Angu, Tobias Trier har besøgt stedet og givet små unikke akustiske koncerter.
Idéfolket bag Klub Mini Vega er Dennis Mejdal (vært og booker af up-coming), Oskar Jensen (booker af hovednavne) og Janni Ellegaard (afvikler og booker af up-coming). Og efter at ha' overværet første Klub Mini VEGA arrangement kom også producer Rune Nissen-Pedersen ind over (lydmand og booker af up-coming).
|  | Denne artikel om en bygning eller et bygningsværk kan blive bedre, hvis der indsættes et (bedre) billede. Du kan hjælpe ved at afsøge Wikimedia Commons for et passende billede eller lægge et op på Wikimedia Commons med en af de tilladte licenser og indsætte det i artiklen. |

|  | Denne artikel kan blive bedre, hvis der indsættes geografiske koordinater Denne artikel omhandler et emne, som har en geografisk lokation. Du kan hjælpe ved at indsætte koordinater i wikidata. |